# Кондо, Юки
Юки Кондо (яп. 近藤 有己 Кондо: Ю:ки, ромадзи Kondō Yūki; род. 17 июля 1975 г.) — японский профессиональный боец смешанного стиля. Является ветераном турниров под эгидой Pancrase, но также принимал участие в соревнованиях других промоушенов, среди которых: Pride Fighting Championships, Ultimate Fighting Championship, BodogFight и др. Бывший чемпион Pancrase в открытом, полутяжёлом и среднем весах.
Не будучи так известен в мире как Кадзуси Сакураба и Хидэхико Ёсида, Кондо, тем не менее, всегда считался одним из ведущих бойцов Японии. По мнению авторитетного сайта Sherdog, карьера Кондо является самой яркой иллюстрацией «проклятья чемпионов Pancrase»: неудачного выступления «Королей Панкрейса» в других организациях.

## Спортивная карьера

### Pancrase

#### Открытый вес
Свою карьеру в смешанных единоборствах Юко Кондо начал в 1996 году в организации Pancrase. До 2000 года в «Панкрейс» действовали правила, отличающиеся от принятых в настоящее время. В частности, было запрещено наносить удары кулаком в голову. Поэтому многие поединки сводились к чистой борьбе. Однако при этом существовала всего одна весовая категория — открытая (то есть без ограничения по весу бойца). Кондо, не обладавший внушительными физическими параметрами, тем не менее, довольно успешно выступал, победив таких бойцов как Сэмми Шилт и Фрэнк Шемрок, а своё первое поражение он потерпел решением судей в девятом поединке.
В 1997 и 1999 годах Кондо завоёвывал титул чемпиона Pancrase, называемый также «Король Панкрейса» (англ. King Of Pancrase, KOP). Кроме того, он был претендентом на титул в 1998 году. 31 августа 2003 года Кондо предстоял титульный бой против американца Джоша Барнетта, который превосходил японца на 25 кг. Превосходство Барнетта в габаритах дало результат: в третьем раунде Кондо сдался от удушения сзади. После этого он прекратил выступления в открытом весе, перейдя в полутяжёлый дивизион.

#### Чемпион в полутяжёлом весе
На 30 ноября 2003 года на Hybrid 10 был намечен титульный поединок, в котором Кондо противостоял японец Санаэ Кикута, защищавший свой титул чемпиона в полутяжёлом весе. В мае того же года они разошлись миром. В этот раз успех сопутствовал Кондо, который провёл бой агрессивно и доминировал два раунда. В начале третьего раунда Кикута попытался войти в клинч, но Кондо встретил его левым хуком, потрясшим Санаэ и отправившего его на настил ринга. Бросившегося добивать противника ногами Кондо остановил рефери, зафиксировав победу нокаутом. Этот поединок принёс Кондо звание «Короля Панкрейс» в полутяжёлом весе.
В июне 2004 года на турнире Brave 6 Кондо встречался с американцем Шэнноном Ритчем в нетитульном поединке. Бой начался с мощного наступления американца, который обрушил на японца множество ударов и заставил его отступать. Несмотря на успешную защиту, Кондо вскоре оказался на настиле, открыв Ритчу возможность наносить удары сверху. Однако стартовый навал лишил американца сил, и он снизил темп атак. Кондо, напротив, активизировался и попытался провести «треугольник». Не преуспев в этом, он, тем не менее, сумел захватить правую ногу противника и провести «рычаг колена», заставивший Ритча капитулировать. После боя Кондо признался, что выступил не очень удачно, оценив себя на 20 баллов из 100.
В ноябре Кондо добился уверенной победы над бразильцем Эванжелистой Сантусом.
В октябре 2005 года Кондо предстояло защищать титул чемпиона в полутяжёлом весе в матче-реванше против Санаэ Кикуты на турнире Spiral 8. Однако последний незадолго до события получил травму колена и был заменён ветераном турниров RINGS Хиромицу Канэхарой. Бой прошёл с преимуществом Кондо, который превосходил противника в технике рук и доминировал в ринге. Впрочем, Канэхара отвечал точными ударами ногами и использовал колени в клинче. В конце первого раунда он попытался провести удушающий приём «гильотина», но не преуспел в этом. В третьем раунде Кондо провёл несколько успешных тейкдаунов (от англ. takedown — «перевод вниз») и серий ударов из маунта, а также сделал попытку проведения болевого приёма на ногу. Это окончательно склонило судей в его пользу, и Кондо был признан победителем единогласным решением.
Следующим после Канэхары Кондо бросил вызов Дайдзиро Мацуи. Их титульный бой был назначен на август 2006 года. Кондо результативно действовал в стойке, нанося удары руками и ногами по всем уровням противника, а также иногда использовал «летящее» колено. Юки уверенно защищался от попыток Мацуи провести тейкдаун, а если когда у последнего получалось перевести бой в партер, Кондо неизменно оказывался сверху. В итоге единогласным решением (30—27, 30—27, 30—28) Кондо был признан победителем.
В октябре Кондо противостоял француз Жан-Франсуа Леног. Несмотря на то, что японец превосходил своего противника в весе (обычно Кондо был меньше своих оппонентов), он не показал на протяжении трёх раундов ничего из того, что ранее приносило ему победы. И хотя бой был признан ничейным, многие начали говорить о закате карьеры Кондо, длившейся на тот момент уже 11 лет.
Поскольку оба соперника были неудовлетворены результатом противостояния, на декабрь был назначен их второй бой. Однако незадолго до него выяснилось, Леног не сможет принять участия. Организаторы заменили его американцем Иэном Найей, для которого тот бой стал дебютным в смешанных единоборствах. Превосходство Кондо в технике и опыте было слишком заметным: он легко победил удушающим приёмом в первом раунде, а, как язвительно отметили обозреватели, его послематчевое интервью было гораздо интереснее самого боя. В нём Кондо сообщил, что проведёт ещё один бой до конца года.
Из-за травмы, полученной в поединке с Акихиро Гоно, первую половину 2007 года Кондо проходил реабилитацию. Первый и единственный поединок в Pancrase в 2007 он провёл против Юдзи Сакураги в декабре. Выбранная Юки тактика — не давать сопернику вести бой в стойке, а переводить схватку в партер — себя полностью оправдала: по итогам трёх раундов Кондо был объявлен победителем единогласным решением.

#### Чемпион в среднем весе
В январе 2008 года Кондо перешёл из полутяжёлого в средний вес в Pancrase. Как действующий чемпион в полутяжёлом весе он претендовал на титульный бой с обладателем пояса Итиро Канаи, однако последний не мог провести защиту. Поэтому Кондо был объявлен временным чемпионом.
В апреле Кондо встретился с Кэйитиро Ямамией в нетитульном поединке на Shining 3. Этому поединку предшествовала следующая история. В декабре 2007 года Ямамия одержал победу над другим японцем — Рё Кавамурой. По окончании схватки Ямамия объявил о желании встретиться с тогда ещё чемпионом в полутяжёлом весе Юки Кондо. Наблюдавший за боем с трибун Кондо вышел в ринг и принял приглашение. Для участия в поединке Кондо набрал вес и вновь перешёл в полутяжёлый дивизион. В течение боя Ямамие успешно удавалось уходить с линии атак Кондо и отвечать точными одиночными ударами или короткими сериями. Продлившийся все три раунда бой завершился победой Ямамии решением большинства (30—29, 30—29, 30—30). Это поражение стало для Кондо первым с 2003 года.
8 августа 2009 года Кондо провёл первую защиту титула в бою против корейского бойца Ки Бом Кима. Противники начали бой с обмена ударами в стойке. Кондо заметно превосходил оппонента в технике: комбинируя точные удары руками и лоукики (от англ. lowkick), он уворачивался от ударов противника. В одной из атак ему удалось нанести точный мидлкик (от англ. middlekick), а следом — ударить коленом в голову отступающего противника. Затем последовала серия ударов руками, после которой Ким оказался на настиле, а судья зафиксировал победу японца техническим нокаутом.
7 февраля 2010 года был запланирован поединок Кондо с Такэнори Сато за право встретиться с действующим чемпионом Pancrase в среднем весе Итиро Канаи. Трёхраундовый бой прошёл под диктовку Кондо, которому удалось защититься от попыток противника провести тейкдаун и держать его на дистанции встречными ударами. Когда Сато оказывался в партере внизу, Кондо проводил граунд-энд-паунд, уверенно пресекая попытки оппонента завершить бой болевым приёмом. В итоге Кондо одержал победу единогласным решением и получил право на титульный бой.
29 апреля Кондо состоялся бой между двумя «Королями Панкрейса» в среднем весе: Итиро Канаи (действующий) и Юки Кондо (временный) — за титул бесспорного чемпиона. По итогам трёхраундового противостояния Кондо был признан победителем единогласным решением и получил чемпионский пояс. Уже через два месяца — в начале июля — Юки провёл первую успешную защиту титула, завершив поединок с Юдзи Хисамацу вничью.

#### Потеря титула
5 декабря Кондо предстояло во второй раз защищать свой титул чемпиона в среднем весе в поединке против Рикухэя Фудзии, которому он уступил по очкам за два месяца до этого на турнире под эгидой другой организации — «Cage Force». По результатам трёхраундового противостояния Фудзии единогласным решением судей был признан победителем и отобрал у Кондо титул «Короля Панкрейса» в среднем весе.

#### Переход в полусредний вес
В 2011 году Кондо перешёл в полусреднюю весовую категорию. Дебютным поединком стал бой против Хироки Нагаоки на турнире «Impressive Tour 1», прошедшем 6-го февраля. Вскоре после начала боя Кондо был отправлен на настил точным правым хуком, и всё оставшееся время противники провели в борьбе в партере: Юки пытался подняться в стойку, в то время как его противник контролировал его со стороны спины. Во втором раунде схватка проходила преимущественно в стойке, где Нагаока действовал успешнее и не раз попадал в цель, заслуженно победив единогласным решением (20-18, 20-17, 20-17). Кондо же после окончания боя был доставлен в больницу.
Свою беспобедную серию Кондо смог прервать в следующем поединке, состоявшемся в октябре на турнире «Impressive Tour 10», когда в достаточно равной схватке смог одержать победу единогласным решением над Ютой Накамурой.

### UFC
Во второй половине 1990-х годов американский промоушен Ultimate Fighting Championship начал организацию турниров вне США. Целью UFC было завоевание популярности по всему миру. В феврале 1996 года был проведён турнир в Пуэрто-Рико, а в декабре 1997 года — в Иокогаме.
В 2000 году UFC пригласил ведущих японских бойцов для участия в своих шоу. В числе прочих был приглашён и Юки Кондо. В сентябре на UFC 27, прошедшем в Новом Орлеане, Кондо одержал победу в третьем раунде над бразильцем Александре Дантасом и завоевал право на титульный бой с чемпионом полутяжёлого веса Тито Ортисом. Поединок прошёл в декабре UFC 29 в Токио. Кондо начал агрессивно и сумел в одном из эпизодов провести удар коленом в подбородок Ортису, отправивший его на настил. Однако Ортис смог вновь подняться в стойку, кувыркнувшись через голову, затем он прижал японца к сетке и, нанеся ему множество ударов, завершил бой удушающим приёмом. Позже Ортис отметил упорство Кондо и его волю к победе.
Кондо получил шанс реабилитироваться в июне 2001 года на UFC 32 в схватке с Владимиром Матюшенко, однако уступил единогласным решением по итогам трёх раундов. Это был последний поединок Кондо в UFC.

### Pride

#### Дебют в Pride и Final Conflict 2004
В канун 2004 года Юки Кондо был приглашён для участия в событии, организованном крупнейшим японским промоушеном Pride Fighting Championships: Shockwave 2003. Его противником был лидер клуба «Brazilian Top Team» Марио Сперри. Раз за разом Кондо удавалось поразить противника ударами в голову, что привело к рассечению возле глаза. Вскоре соперники оказались в партере, где Кондо удалось нанести несколько ударов коленом в голову оппонента, ещё более усугубив его рану. В конце концов, в середине четвёртой минуты бой был остановлен по причине непрекращающегося кровотечения у бразильца, и Сперри было засчитано поражение техническим нокаутом.
В августе 2004 года Кондо принял участие в событии Final Conflict 2004, где ему предстояло пройти серьёзное испытание в лице бразильца Вандерлея Силвы. Опытный «ударник», Силва также весьма уверенно чувствовал себя в партере, поэтому неудивительно, что ему прочили победу. Кондо назвал предстоящий поединок одним из самых сложных испытаний для себя, а Силву — лучшим бойцом в мире. В течение первых двух минут поединка Кондо удавалось сдерживать напор Силвы и на равных противостоять ему в стойке. Однако затем Юки пропустил сильный правый боковой, который
дезориентировал его. Вандерлей бросился добивать пятившегося назад японца, а после того, как он упал, Силва принялся наносить топчущие удары ногой по голове лежащего противника (правилами Pride такие удары разрешены). Этот нокаут запомнился многим как один из самых жёстких в карьере бразильца.

#### Pride Shockwave 2004
Третий поединок в Pride Кондо провёл в новогоднюю ночь на турнире Shockwave 2004. Его противником был американский борец Дэн Хендерсон. Для Хендерсона этот бой был третьим и последним в контракте с Pride, кроме того он хотел получить возможность встретиться с Силвой в титульном поединке; поэтому обозреватели предполагали, что он будет всеми силами пытаться достичь победы, и отдавали предпочтение Хендерсону. Тем не менее, первый раунд остался за Кондо, который не давал противнику навязать свой ритм боя, нанося удары в стойке и пресекая попытки завязать борьбу, а также находясь в партере сверху. После перерыва Хендерсон сумел переломить ход боя, повалив Кондо и нанося удары коленями в голову из положения «север-юг». Кроме того стало очевидно, что японец выбился из сил: бо́льшую часть второго раунда он провёл на спине, принимая удары американца. В итоге Хендерсон победил раздельным решением судей. Это поражение стало началом неудачного этапа карьеры Кондо.

#### Гран-при Pride 2005
В 2005 году Кондо фигурировал в предварительном списке бойцов, участвующих в турнире-восьмёрке Bushido 9, намеченного на конец сентября. Однако в окончательный список он не попал. Тем не менее, Кондо оказался среди 16 бойцов, приглашённых для участия в Гран-при Pride 2005 в среднем весе. Кондо на тот момент был самым лёгким — его вес составлял лишь 87 кг. 23 апреля 2005 года в первом круге ему противостоял титулованный украинский кикбоксер Игорь Вовчанчин. Оба бойца имели репутацию «ударников», предпочитающих решать исход поединков в стойке. Особенно славой «нокаутёра» обладал бывший чемпион мира по кикбоксингу Вовчанчин, который на тот момент 26 побед из 48 заработал нокаутами. Поэтому многие обозреватели прогнозировали скоротечный и зрелищный бой, который завершится нокаутом в первом раунде. Сам Кондо в интервью перед боем заявил, что хотел бы завершить бой в партере:
| Будет здорово, если я смогу победить ударами, но он [бой] вероятно будет заканчиваться внизу. Оригинальный текст (англ.)It will be great if I can win by striking but it will probably be on the ground in the end. — Юки Кондо |

К удивлению многих бой продлился всё отведённое время и завершился победой Вовчанчина единогласным решением. Действия происходили преимущественно в партере, где Игорь атаковал сверху лежащего на спине Юки.

#### Pride Shockwave 2005
Следующим соперником Кондо в Pride стал японский дзюдоист Кадзухиро Накамура. Их бой был запланирован на новогоднем турнире Shockwave 2005. Победу в поединке, обещавшем стать противостоянием бойцов с разными манерами ведения схватки, отдавали Накамуре, добившемуся более высоких результатов. Бой в целом прошёл без явного доминирования кого-либо, однако Кондо владел позиционным преимуществом при борьбе в партере, что особенно проявилось во втором и третьем раундах. Тем не менее все три судьи отдали победу Накамуре, чем вызвали недовольный гул среди болельщиков. Сам Кондо отказался комментировать результат на послематчевом интервью.

#### Завершение карьеры в Pride
В апреле 2006 года на Bushido 10 Кондо потерпел сокрушительное поражение от американца Фила Барони. Барони начал поединок с мощных свингов обеими руками. Кондо какое-то время удавалось защищаться, но вскоре он пропустил левый боковой в корпус, опустил руки и в этот же момент получил правый боковой в челюсть, отправивший его в нокаут. Американцу для победы хватило всего 25 секунд первого раунда.
31 декабря на событии Shockwave 2006 Кондо противостоял Акихиро Гоно, которого Юки победил в 2001 году на турнире Proof 7 под эгидой Pancrase. Впрочем, та победа стала поистине пирровой: оба бойца повредили руки в бою. Несмотря но то, что победу прочили Кондо, Гоно удалось взять реванш за поражение пятилетней давности, выиграв поединок раздельным решением. Помимо этого Кондо вновь повредил руку и через десять дней был вынужден сделать операцию.
Таким образом, за период с 2003 по 2006 год Кондо имел в Pride неутешительный рекорд: из семи проведённых поединков он проиграл шесть. За это же время он ни разу не был побеждён в боях на турнирах Pancrase. Полученная в бою с Гоно травма на полгода лишила Кондо возможности выступать, а тем временем Pride объявила о своём банкротстве.

### Bodog Fight
В течение первого полугодия 2006 года Кондо восстанавливался после проведённой операции. В середине мая из его руки были извлечены спицы, и начался период реабилитации и подготовки к намеченному на июль бою за титул чемпиона BodogFight в среднем весе против южноафриканца Тревора Прэнгли.
Превосходивший своего соперника в габаритах Прэнгли сразу захватил инициативу и навязал Кондо обмен ударами в стойке. Вскоре японец оказался в нокдауне, но добить его южноафриканцу не удалось. Однако он сумел открыть на лице Кондо серьёзное рассечение. Во втором раунде Прэнгли продолжить доминировать и, будучи более точным в разменах, усугубил рану Кондо, незадолго до окончания раунда проведя серию жёстких ударов сверху. Удар гонга остановил избиение японца, однако в перерыве врачи запретили ему продолжать поединок. Таким образом, Прэнгли был объявлен победителем и завоевал чемпионский пояс.

### Sengoku
Юки Кондо дебютировал в турнирах Sengoku в мае 2008 года во втором главном поединке вечера Sengoku 2. Его противником был Роджер Грейси, а сам поединок проходил в кэтчвейте (англ. catchweight — схватка между бойцами разных весовых категорий по обоюдному согласию). Несмотря на то, что для Грейси этот поединок был всего лишь вторым в MMA, его нельзя было назвать новичком: уже несколько лет он считался одним из ведущих грэпплеров в мире. Для Кондо, показывавшего не самые высокие
результаты в последнее время, это был шанс вновь заявить о себе. Юки заявил, что сделает ставку на работу в стойке и удары коленями. Однако превосходство Грейси в физических параметрах сыграло свою роль: Роджер беспрепятственно проводил тейкдауны и, в конце концов, сумел провести удушение сзади.
В конце августа 2008 года в главном поединке вечера Pancrase — Shining 6 Кондо противостоял Рюдзи Охори. В первом раунде Юки долгое время держал противника на расстоянии ударами ног. Однако в конце концов Охори удалось захватить его ногу и, зажав в угол, провести тейкдаун. Остаток раунда Охори провёл сидя на Кондо и нанося удары сверху. В начале второго раунда Охори сделал попытку вновь уронить Кондо: он зажал его в углу и выполнил «харай госи» («подхват под обе ноги»). После Охори попытался занять сайд маунт, однако Кондо быстро поднялся в стойку. Рюдзи опять попытался перевести бой в партер, однако на этот раз Юки успешно защитился, нанеся «футбольный» удар ногой по голове противника и открыв тем самым ему рассечение. После этого Кондо занял позицию сзади и принялся добивать боковыми ударами ошеломлённого оппонента. И, несмотря на то, что большинство ударов пришлись по рукам защищающегося Охори, бой был остановлен. Эта победа открыла Кондо дорогу в Гран-при Sengoku в среднем весе.
В сентябре ему предстоял четвертьфинальный поединок против Юки Сасаки на событии Sengoku 5. Первый раунд прошёл весьма невыразительно, но во втором Сасаки удалось провести атаку со спины и взять противника на удушающий приём, который заставил его сдаться в начале второй минуты и выбил его из турнирной сетки.

### Титулы и достижения
- Pancrase
  - Победитель турнира «Truth Tour Neo Blood» (1996)
  - Пятый чемпион Pancrase в открытом весе (1997)
  - Претендент на титул чемпиона в открытом весе (1998)
  - Восьмой чемпион Pancrase в открытом весе (1999)
  - Претендент на титул чемпиона в полутяжёлом весе (2003)
  - Претендент на титул чемпиона в открытом весе (2003)
  - Третий чемпион Pancrase в полутяжёлом весе (2003—2008)
  - Девятый чемпион Pancrase в среднем весе (2010)
- Ultimate Fighting Championship
  - Претендент на титул чемпиона в полутяжёлом весе (2000)
- BodogFight
  - Претендент на титул чемпиона в среднем весе (2007)

### Таблицы выступлений
Таблица с профессиональной статистикой Юки Кондо согласно сайту Sherdog приведена ниже.

## Личная жизнь
Юки Кондо женат с 2008 года.